# Grove (Schleswig-Holstein)
 For alternative betydninger, se Grove. (Se også artikler, som begynder med Grove)
Grove er en kommune i det nordlige Tyskland, beliggende i Amt Schwarzenbek-Land i den sydvestlige del af Kreis Herzogtum Lauenburg. Kreis Herzogtum Lauenburg ligger i delstaten Slesvig-Holsten.

## Geografi
Kommunen ligger 3 km nord for Schwarzenbek, omkring 30 km øst for Hamburg og 15 kilometer sydvest for Mölln.